# 王萱
王萱（1482年—1518年），字時芳，號青崖，江西撫州府金谿縣人，民籍，明朝政治人物。

## 生平
弘治十四年辛酉江西鄉試第八名舉人。弘治十五年（1502年）中式壬戌科會試第三十七名，三甲第一百七十名進士。入翰林院为庶吉士，越二年，拜刑科給事中，以劉瑾擅權，告病乞休，被令致仕。正德六年（1511年）四月复除兵科給事中，以剿流贼廖麻子等，七年六月赴四川軍前监軍纪功，九年四月以平贼功，升通政司右参议，十一年十月奉使册封荆府王子，十三年卒于京师，年三十七。

## 家族
曾祖王忠，巡檢 贈大理寺右評事；祖父王吉；父王序，潼川州學正。母曾氏。具庆下。弟王蓂（刑部员外郎）、王芹。子王道統、王道行。